# Billlie
Billlie (koreanisch 빌리; stilisiert Bi11lie oder Billlǃə) ist eine südkoreanische Girlgroup der vierten K-Pop-Generation, die 2021 von Mystic Story gegründet wurde. Ursprünglich eine sechsköpfige Gruppe, wurde Sheon als siebtes Mitglied am 19. November 2021 vorgestellt. Billlie besteht aus sieben Mitgliedern: Moon Sua, Suhyeon, Haram, Tsuki, Sheon, Siyoon und Haruna. Die Girlgroup debütierte am 10. November 2021 mit dem Mini-Album The Billage of Perception: Chapter One. Der offizielle Fanclub-Name lautet Belllie‘ve.

## Geschichte

### Aktivitäten vor dem Debüt
Moon Sua war bei YG Entertainment 10 Jahre lang Trainee. Sie nahm an der Musikwettbewerb-Show Unpretty Rapstar Season 2 teil und belegte den vierten Platz.
Suhyeon nahm am JTBC-Wettbewerb Mix Nine und am Mnet-Programm Produce 101 teil, belegte dort den 69. Platz und schied in der fünften Folge aus. Sie verkörperte 2018 die Rolle der Yeo Bo-ram in dem K-Drama „A-Teen“ und 2019 in dessen Fortsetzung „A-Teen Season 2“.
Haram und Tsuki sind ehemalige Trainees bei SM Entertainment. Darüber hinaus arbeitete Tsuki als Model für das Magazin Popteen.
Sheon nahm am Mnet-Wettbewerbsprogramm Girls Planet 999 teil, belegte den zehnten Platz und verpasste damit die Aufstellung als Mitglied von Kep1er.
Siyoon nahm an der Talentshow Star King von SBS teil und arbeitete auch als Model für das Magazin Popteen.
Die Mitglieder von Billlie waren unter Mystic Story Trainees im Entwicklungsprogramm Mystic Rookies. Am 14. September 2021 kündigte Mystic Story an, dass im November 2021 Mystic Rookies als Gruppe debütieren würden. Am 11. Oktober 2021 wurde bekannt gegeben, dass die Gruppe Billlie heißen würde.

### 2021: Debüt mitThe Billage of Perception: Chapter OneundThe Collective Soul and Unconscious: Snowy Night
Der Name Billlie hat zwei Bedeutungen. In der ersten Interpretation ist der Name eine Kombination des englischen Namens Billie und einem zusätzlichen „l“. Der englische Name Billie spiegelt die „B-Seiten“ der Mitglieder wider – das innere Selbst, das jeder in sich trägt. Dies bedeutet, sich in die Menschen hineinzuversetzen, indem sie ihre „B-Seiten“ zum Ausdruck bringen, um etwas Besonderes zu schaffen. Zweite Interpretation: Der Name Billlie kann unterteilt werden in Bi (koreanisch 비, deutsch: Regen), 11 und lie, woraus auch die stilisierte Schreibweise Bi11lie resultiert. In ihrem Debüt-Showcase erklärte Suhyeon die Bedeutung der Zahl 11. Diese stammt aus der Legende ihrer Gruppe: „Wenn die 11. Glocke mitten in einem violetten Regen läutet, passiert etwas Seltsames“. Um dieses seltsame Ereignis geheim zu halten, lügen die Mitglieder darüber, was wirklich geschehen ist.
Am 28. Oktober 2021 wurde bekannt gegeben, dass zum Debüt das erste Mini-Album The Billage of Perception: Chapter One am 10. November erscheinen würde.
Am 10. November wurde The Billage of Perception: Chapter One mit der Lead-Single Ring X Ring und dem zugehörigen Musikvideo veröffentlicht.
Mystic Story gab am 19. November bekannt, dass Kim Su-yeon unter dem Künstlernamen Sheon offiziell als siebtes Mitglied der Gruppe für ihr nächstes Album beitreten würde. Ihren ersten Auftritt mit Billlie hatte Sheon am 27. November mit Ring X Ring in der Musikshow „Show! Music Core“.
Am 14. Dezember veröffentlichte die Girlgroup ihr erstes digitales Single-Album The Collective Soul and Unconscious: Snowy Night mit dem Titelsong Snowy Night und dem gleichnamigen Musikvideo. Die Single ist die erste Veröffentlichung der Gruppe gemeinsam mit Sheon.

### 2022:The Collective Soul and Unconscious: Chapter OneundThe Billage of Perception: Chapter Two

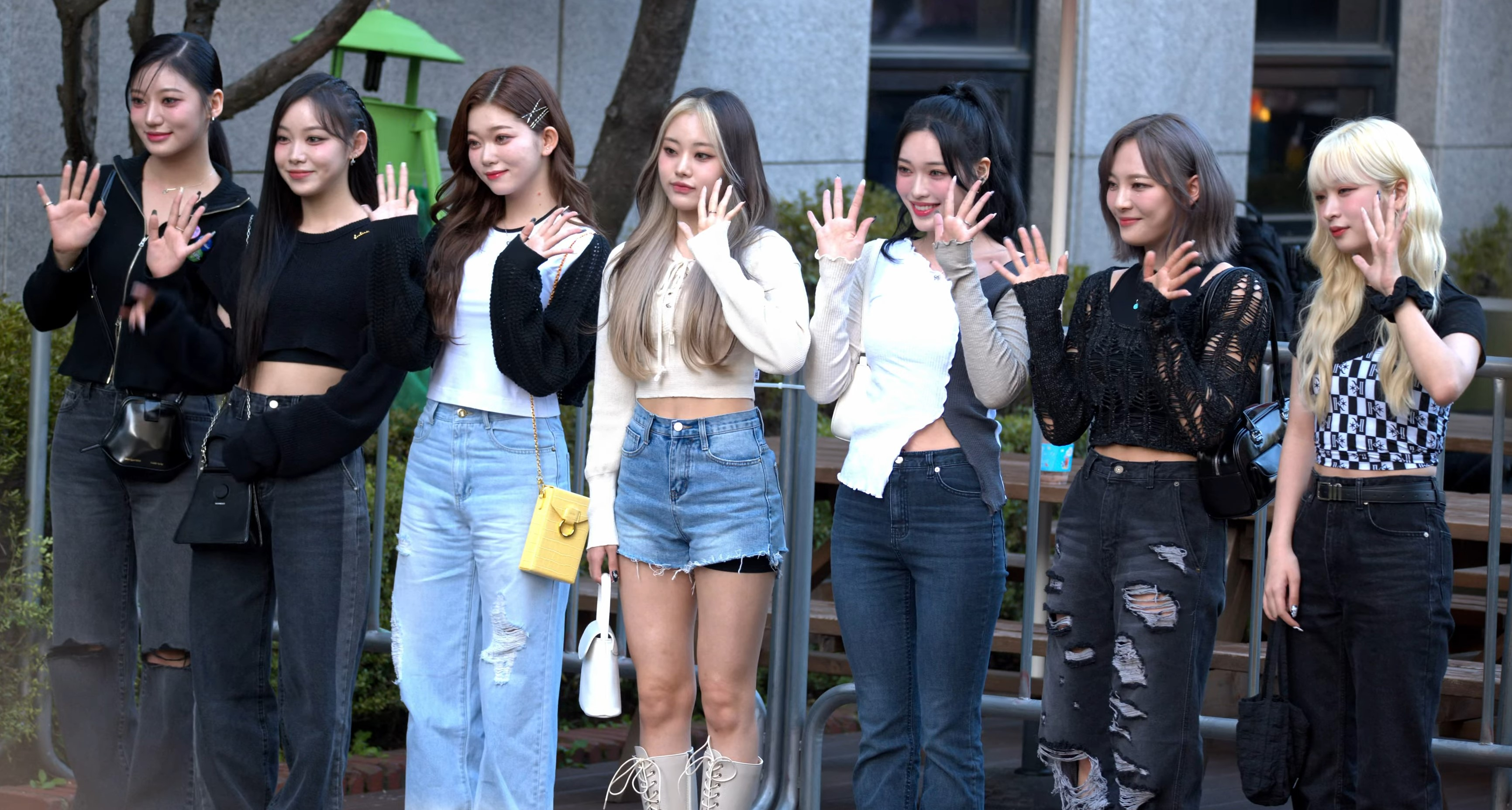
Billlie im Oktober 2022

Am 11. Februar 2022 erfolgte die Mitteilung, dass Billlie im Februar ihr neues Mini-Album veröffentlichen würde. Das zweite Mini-Album The Collective Soul And Unconscious: Chapter One mit dem Titelsong GingaMingaYo (The Strange World) und dem zugehörigen Musikvideo erschien am 23. Februar.
Am 1. März veröffentlichte die Gruppe ihr erstes OST-Album The Collective Soul and Unconscious: Chapter One Original Soundtrack of „What Is Your B?“ aus dem Billlie-Konzeptfilm „What Is Your B?“.
Am 8. August gab Mystic Story bekannt, dass die Gruppe Ende August eine Fortsetzung ihres Debüt-Mini-Albums veröffentlichen würde. Das dritte Mini-Album The Billage of Perception: Chapter Two mit dem Titelsong Ring Ma Bell (What a Wonderful World) und dem zugehörigen Musikvideo erschien am 31. August.

### 2023:The Billage of Perception: Chapter ThreeundSide B: Memoirs of Echo Unseen

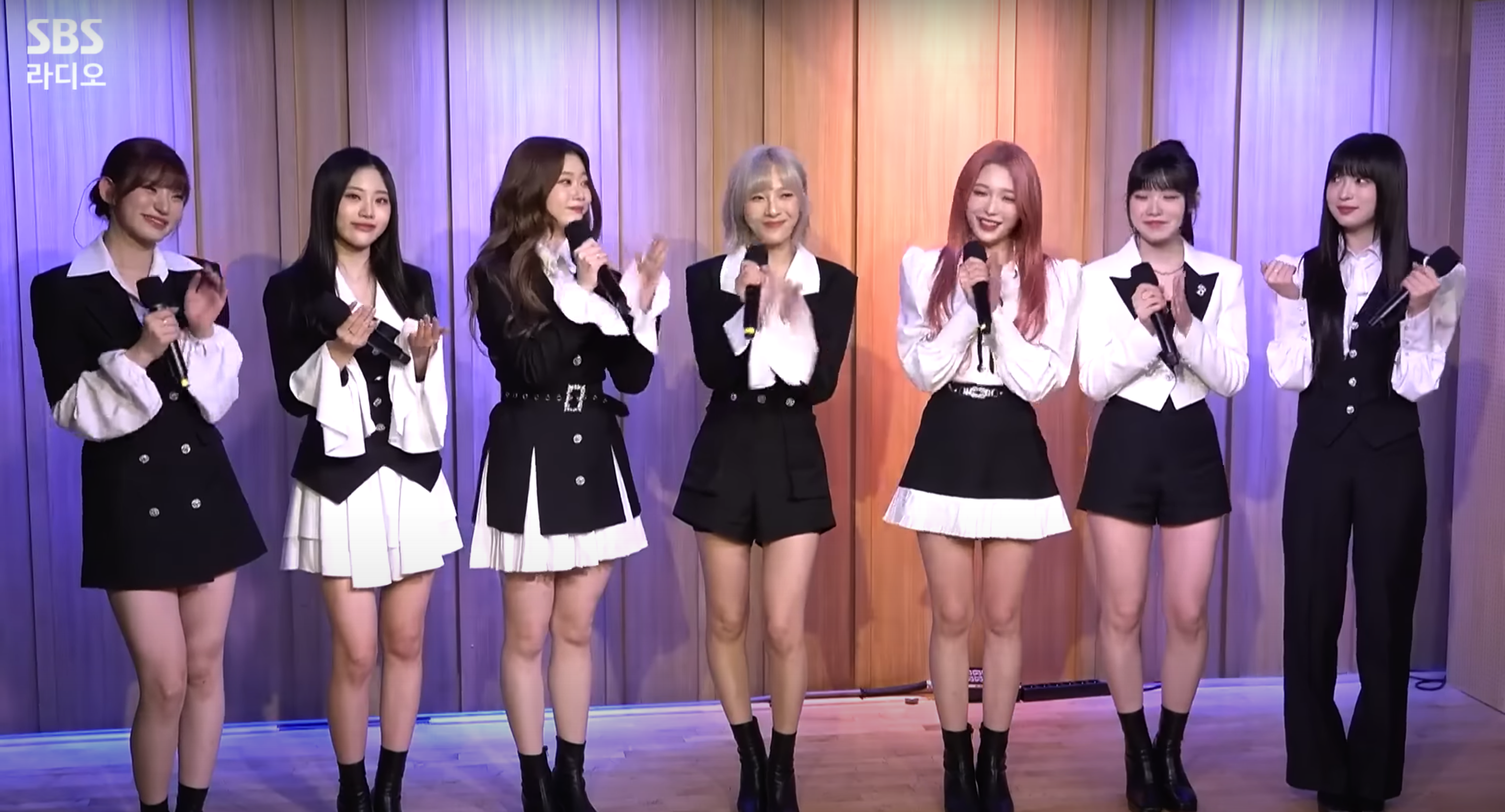
Billlie im April 2023

Am 7. Februar 2023 teilte Mystic Story mit, dass Billlie ihr viertes Mini-Album Ende März veröffentlichen würde.
Das vierte Mini-Album The Billage of Perception: Chapter Three mit der Lead-Single Eunoia und dem zugehörigen Musikvideo erschien am 28. März.
Mystic Story gab am 20. April bekannt, dass die Aktivitäten der Gruppe aufgrund des plötzlichen Todes von Moon Suas älterem Bruder Moonbin (von Astro) eingestellt wurden. Am 25. April gab Mystic Story bekannt, dass Moon Sua eine Auszeit nehmen würde, während die verbleibenden sechs Mitglieder ihre Aktivitäten fortsetzen würden.
Am 4. Mai siegte die Gruppe mit Eunoia erstmals bei „The Show“.
Am 15. Juni wurde bekannt gegeben, dass auch Suhyeon aus gesundheitlichen Gründen eine Pause einlegen würde.
Der Song BYOB (Bring Your Own Best Friend) zusammen mit seiner englischsprachigen Version wurde vorab am 27. September auf verschiedenen Musikseiten und auf YouTube veröffentlicht. Das Single-Album Side-B: Memoirs of Echo Unseen mit dem Titelsong Dang! (hocus pocus) und dem zugehörigen Musikvideo erschien am 23. Oktober. Durch ihre gesundheitsbedingten Auszeiten waren Moon Sua und Suhyeon nicht an diesem Album beteiligt.

### 2024: Your B, I‘m Be (Billlie‘ve You), Our Flowerld (Billlie‘ve You) undAppendix: Of All We Have Lost
Am 12. April 2024 gab Mystic Story bekannt, dass Moon Sua und Suhyeon die Aktivitäten nach ihrer gesundheitsbedingten Pause wieder aufnehmen würden.
Billlie veranstaltete ihr erstes Fankonzert „Your B, I‘m Be (Billlie‘ve You)“ am 4. Mai in der Myunghwa Live Hall in Seoul.
Der Europa-Abschnitt ihrer Welttournee „Our Flowerld (Billlie‘ve You)“ startete am 12. Juli in München, ging weiter am 14. Juli in Berlin, am 17. Juli in Köln, am 19. Juli in Stockholm, am 21. Juli in London, am 24. Juli in Lissabon, am 26. Juli in Prag, am 28. Juli in Budapest und endete am 30. Juli in Warschau.
Am 20. August wurden die Tourdaten für den Amerika-Teil veröffentlicht.
Am 2. Oktober wurde bekannt gegeben, dass Billlie am 16. Oktober ihr fünftes Mini-Album Appendix: Of All We Have Lost veröffentlichen und die Single Trampoline vorab am 11. Oktober erscheinen würde. Das Musikvideo Trampoline wurde ebenfalls am 11. Oktober veröffentlicht.
Am 14. Oktober wurde der Musikvideo-Teaser für 기억사탕 (Remembrance Candy) auf YouTube veröffentlicht. Der Teaser enthält einen speziellen Kommentar von IU, die den Songtext geschrieben hat. Am 16. Oktober erschien das Mini-Album mit dem Titelsong 기억사탕 (Remembrance Candy) und dem zugehörigen Musikvideo.
Die Amerika-Tour begann am 15. November in Jersey-City, ging weiter am 17. November in Chicago, am 19. November in Toronto, am 21. November in Atlanta, am 24. November in Bayamón, am 27. November in Bogotá, am 29. November in Lima, am 1. Dezember in Santiago, am 3. Dezember in São Paulo, am 5. Dezember in Mexiko-Stadt, am 8. Dezember in Dallas, am 10. Dezember in Tucson, am 12. Dezember in Berkeley und endete am 14. Dezember in Los Angeles.

### 2025: Our Flowerld (Billlie‘ve You) undSNAP
Billlie setzte ihre Tournee im Februar 2025 mit der Asien-Tour fort. Die Konzerte fanden am 7. Februar in Hongkong, am 9. Februar in Taipeh, am 11. Februar in Bangkok, am 13. Februar in Jakarta und am 15. Februar in Kuala Lumpur statt.  Im Anschluss folgte die Ozeanien-Tour am 19. Februar in Melbourne, am 21. Februar in Brisbane und am 23. Februar in Sydney. Der Japan-Abschnitt beendete mit Konzerten am 27. Februar in Osaka und am 28. Februar in Yokohama die Tournee.
Am 1. April gab die Girlgroup bekannt, dass sie ihre erste Untergruppe „MoonSua X Siyoon“ vorstellen würde. Am 7. April wurde von Billlie die digitale Single SNAP (feat. sokodomo) mit Moon Sua, Siyoon und dem koreanischen Rapper und Songwriter Sokodomo auf verschiedenen Musikseiten veröffentlicht. Am gleichen Tag erschien das zugehörige Musikvideo auf YouTube.

## Mitglieder
| Name            | Geburtsname            | Geburtstag (Alter)      | Geburtsort   | Position                              |
| --------------- | ---------------------- | ----------------------- | ------------ | ------------------------------------- |
| Moon Sua 문수아 | Moon Su-a 문수아       | 9. September 1999 (25)  | Cheongju     | Team Co-leader Lead Vocal, Main Rap   |
| Suhyeon 수현    | Kim Su-hyeon 김수현    | 15. Januar 2000 (25)    | Seoul        | Team Co-leader Main Vocal, Lead Dance |
| Haram 하람      | Kim Ha-ram 김하람      | 13. Januar 2001 (24)    | Jeonju       | Main Vocal                            |
| Tsuki 츠키      | Fukutomi Tsuki 福富月  | 21. September 2002 (22) | Osaka        | Sub Vocal, Main Dance                 |
| Sheon 션        | Kim Su-yeon 김수연     | 28. Januar 2003 (22)    | Incheon      | Main Dance, Lead Rap                  |
| Siyoon 시윤     | Kim Si-yoon 김시윤     | 16. Februar 2005 (20)   | Geumcheon-gu | Lead Dance, Main Rap                  |
| Haruna 하루나   | Osato Haruna 大里 春菜 | 30. Januar 2006 (19)    | Osaka        | Sub Vocal                             |

## Fanclub
Belllie‘ve ist der offizielle Name des Fanclubs von Billlie. Am 30. November 2021 kündigte Billlie über eine Community auf ihrem V-Live-Kanal (seit 1. Januar 2023 Weverse) die Gründung ihres Fanclubs an. Der Name Belllie‘ve ist eine Kombination aus Billlie und dem englischen Wort Believe. Der Name bedeutet, dass die Fans an Billlie glauben und Billlie wiederum an seine Fans glaubt. Die offiziellen Fanclub-Farben sind Mystic Blau und Mystic Violett.
Die Mitgliedschaft im Fanclub gilt ca. ein Jahr und ist kostenpflichtig. Der Fanclub wird auf der Fan-Plattform Weverse gehostet. Am 28. Januar 2025 hatte Belllie’ve 265.000 Mitglieder, am 12. Juni 2025 waren es 297.000 Mitglieder.

## Diskografie

### EPs
| Jahr               | Titel                                            | Höchstplatzierung, Gesamtwochen, AuszeichnungChartplatzierungen (Jahr, Titel, Platzierungen, Wochen, Auszeichnungen, Anmerkungen) | Höchstplatzierung, Gesamtwochen, AuszeichnungChartplatzierungen (Jahr, Titel, Platzierungen, Wochen, Auszeichnungen, Anmerkungen) | Anmerkungen                             |
| Jahr               | Titel                                            | KR | JP | Anmerkungen                             |
| ------------------ | ------------------------------------------------ | --- | --- | --------------------------------------- |
| Südkoreanische EPs |                                                  | | |                                         |
|                    |                                                  | | |                                         |
| 2021               | The Billage of Perception: Chapter One           | KR12 (10 Wo.)KR | — | Erstveröffentlichung: 10. November 2021 |
| 2022               | The Collective Soul and Unconscious: Chapter One | KR5 (10 Wo.)KR | — | Erstveröffentlichung: 23. Februar 2022  |
| 2022               | The Billage of Perception: Chapter Two           | KR3 (5 Wo.)KR | — | Erstveröffentlichung: 31. August 2022   |
| 2023               | The Billage of Perception: Chapter Three         | KR5 (3 Wo.)KR | — | Erstveröffentlichung: 28. März 2023     |
| 2024               | Appendix: Of All We Have Lost                    | KR14 (4 Wo.)KR | — | Erstveröffentlichung: 16. Oktober 2024  |
| Japanische EPs     |                                                  | | |                                         |
|                    |                                                  | | |                                         |
| 2024               | Knock-on Effect                                  | — | JP14 (2 Wo.)JP | Erstveröffentlichung: 7. Februar 2024   |

### Single-Alben
| Jahr | Titel                          | Höchstplatzierung, Gesamtwochen, AuszeichnungChartplatzierungen (Jahr, Titel, Platzierungen, Wochen, Auszeichnungen, Anmerkungen) | Höchstplatzierung, Gesamtwochen, AuszeichnungChartplatzierungen (Jahr, Titel, Platzierungen, Wochen, Auszeichnungen, Anmerkungen) | Anmerkungen                            |
| Jahr | Titel                          | KR | JP | Anmerkungen                            |
| ---- | ------------------------------ | --- | --- | -------------------------------------- |
| 2022 | Track by Yoon: Patbingsu       | KR7 (3 Wo.)KR | — | Erstveröffentlichung: 14. Juli 2022    |
| 2023 | Side-B: Memoirs of Echo Unseen | KR6 (5 Wo.)KR | — | Erstveröffentlichung: 23. Oktober 2023 |

### Soundtracks
- 2022: The Collective Soul and Unconscious: Chapter One Original Soundtrack from "What Is Your B?"
- 2022: The Billage of Perception: Chapter Two Original Soundtrack from "The End of the World and the Awakening"

## Singles
| Jahr               | Titel Album                                                                       | Höchstplatzierung, Gesamtwochen, AuszeichnungChartsChartplatzierungen (Jahr, Titel, Album, Platzierungen, Wochen, Auszeichnungen, Anmerkungen) | Anmerkungen                            |
| Jahr               | Titel Album                                                                       | JP | Anmerkungen                            |
| ------------------ | --------------------------------------------------------------------------------- | --- | -------------------------------------- |
| Japanische Singles |                                                                                   | |                                        |
|                    |                                                                                   | |                                        |
| 2022               | GingaMingaYo (The Strange World) The Collective Soul and Unconscious: Chapter One | JP4 (6 Wo.)JP | Erstveröffentlichung: 22. Februar 2022 |

Weitere Singles
- 2021: Ring X Ring
- 2021: Snowy Night
- 2022: Patbingsu (팥빙수) (mit Yoon Jong-shin)
- 2022: Ring Ma Bell (What a Wonderful World)
- 2023: Eunoia
- 2023: Dang! (Hocus Pocus)
- 2023: The Soul Savior: I Don’t Need a Superman
- 2024: January 0th (A Hope Song)
- 2024: Domino (Butterfly Effect) (Japanische Version)
- 2024: Trampoline
- 2024: Remembrance Candy (기억사탕)

## Musikvideos
| Titel                                               | Veröffentlichung   |
| --------------------------------------------------- | ------------------ |
| Ring X Ring                                         | 10. November 2021  |
| Snowy Night                                         | 14. Dezember 2021  |
| GingaMingaYo (The Strange World)                    | 23. Februar 2022   |
| Patbingsu (팥빙수)                                  | 17. Juli 2022      |
| Ring Ma Bell (What a Wonderful World)               | 31. August 2022    |
| Eunoia                                              | 28. März 2023      |
| GingaMingaYo (The Strange World) (Japanese version) | 16. Mai 2023       |
| BYOB (Bring Your Own Best Friend)                   | 27. September 2023 |
| Dang! (hocus pocus)                                 | 23. Oktober 2023   |
| Domino (Butterfly Effect) (Japanese version)        | 6. Februar 2024    |
| Trampoline                                          | 11. Oktober 2024   |
| 기억사탕 (Remembrance Candy)                        | 16. Oktober 2024   |
| SNAP (feat. sokodomo)                               | 7. April 2025      |

## Auszeichnungen

### Preisverleihungen
2022
- Asia Artist Awards – Potential Award – Music[57]
- DAZED – Best K-pop Track für „RING ma Bell (What a Wonderful world)“[24]
- NYLON – Best K-pop Song für „GingaMingaYo (The Strange World)“[24]
- TIME – Best K-pop Song für „GingaMingaYo (The Strange World)“[21]

2023
- Hanteo Music Awards – Emerging Artist Award[58]
- Korea First Brand Awards – Female Idol – Rising Star[59]

2024
- Asia Star Entertainer Awards – Hot Icon[60]
- Seoul Music Awards – Best Performance Award[61]

### Musik-Shows
Billlies Siege bei Musik-Shows
| Jahr | Datum  | Titel  |
| ---- | ------ | ------ |
| 2023 | 4. Mai | Eunoia |